# Barreras
Barreras är en ort i Mexiko.   Den ligger i kommunen Ezequiel Montes och delstaten Querétaro Arteaga, i den centrala delen av landet, 150 km nordväst om huvudstaden Mexico City. Barreras ligger 2 183 meter över havet och antalet invånare är 323.
Terrängen runt Barreras är kuperad österut, men västerut är den platt. Barreras ligger uppe på en höjd. Runt Barreras är det ganska glesbefolkat, med 38 invånare per kvadratkilometer. Närmaste större samhälle är Tequisquiapan, 17,1 km sydväst om Barreras. Trakten runt Barreras består i huvudsak av gräsmarker.